# Мавзолей Шейха Зайнудина
Мавзолей Шейха Зайнудина (узб. Shayx Zayniddin bobo maqbarasi) находится в Ташкенте.
Шейх Зайнудин Куйи Орифон Ал-Тошкандий был автором духовных произведений и мастером суфистского ордена Сухравардия.
Точная дата его рождения неизвестна. Полагают, что Шейх Зайнудин умер в возрасте 95 лет. Похоронен на кладбище в поселке Орифон (Куи Арифон) за воротами Кукча (сейчас это территории Ташкента).
Был сыном Шейха Шахобиддина Умара Ас-Сухраварди, основателя ордена Сухравардия (1097—1168), который послал Шейха Зайнудина в Ташкент с целью распространения идей своего ордена.
У стен мавзолея находится подземная келья (чиллахона) 7-8-го столетий, служившая обсерваторией, где Шейх Зайнудин проводил в уединении 40-дневные медитации (чилла) и чартак (чартак).
Мавзолей был построен в XIV веке Амиром Темуром перед походом на Индию и перестроен в конце XIX века. Пропорции: 18 x 16 м., 20.7 м. высотой.

## Галерея

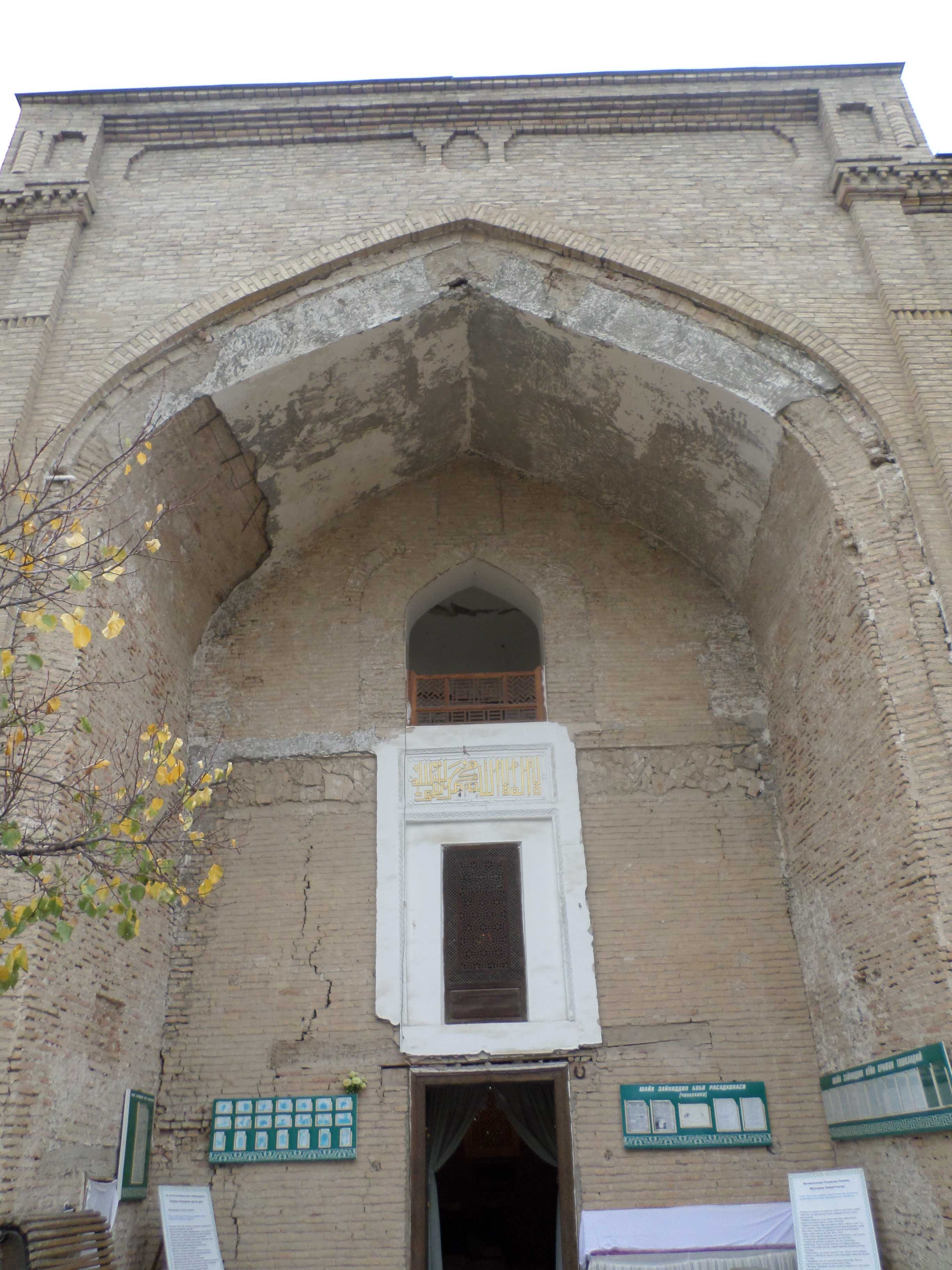
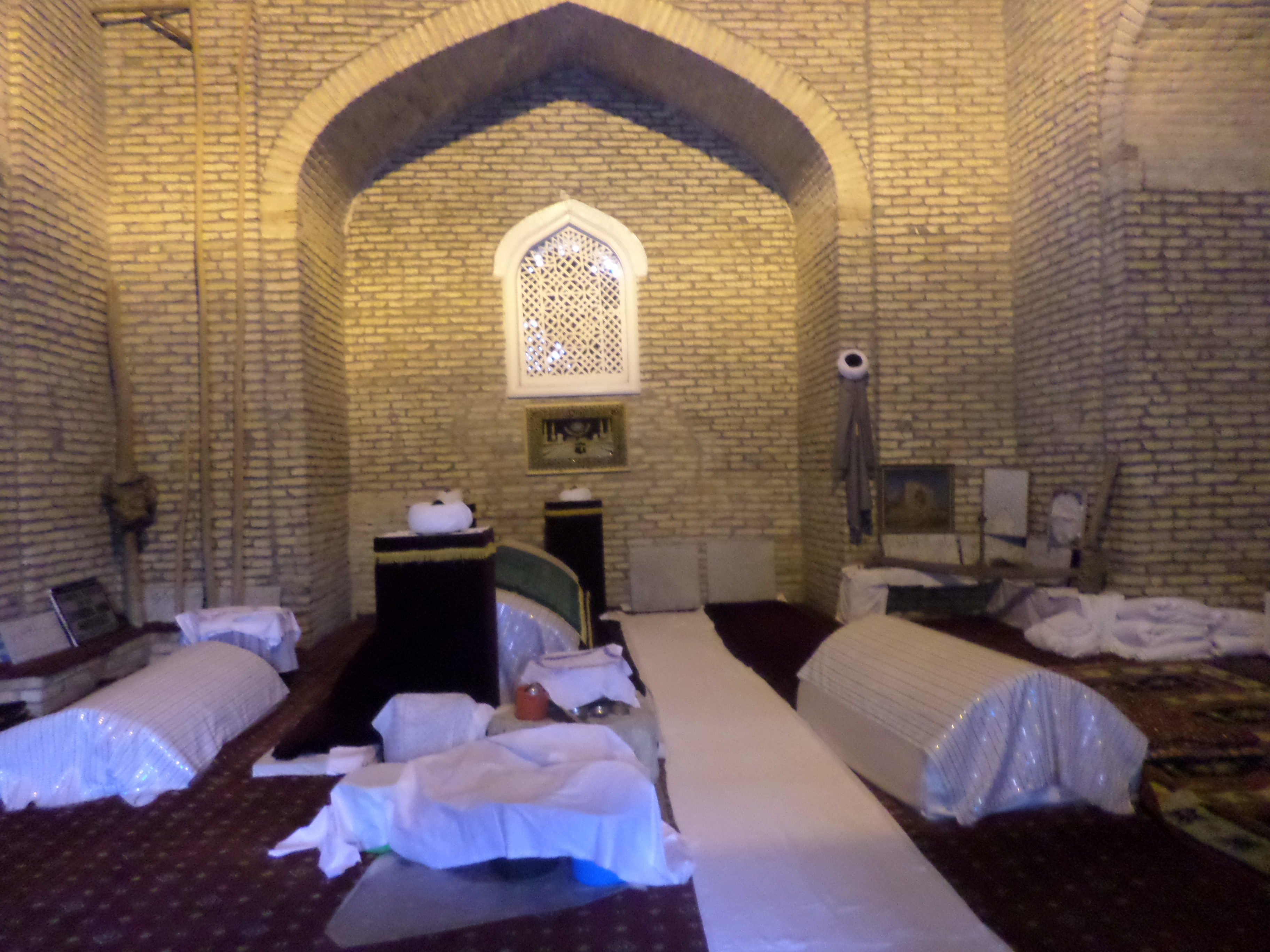
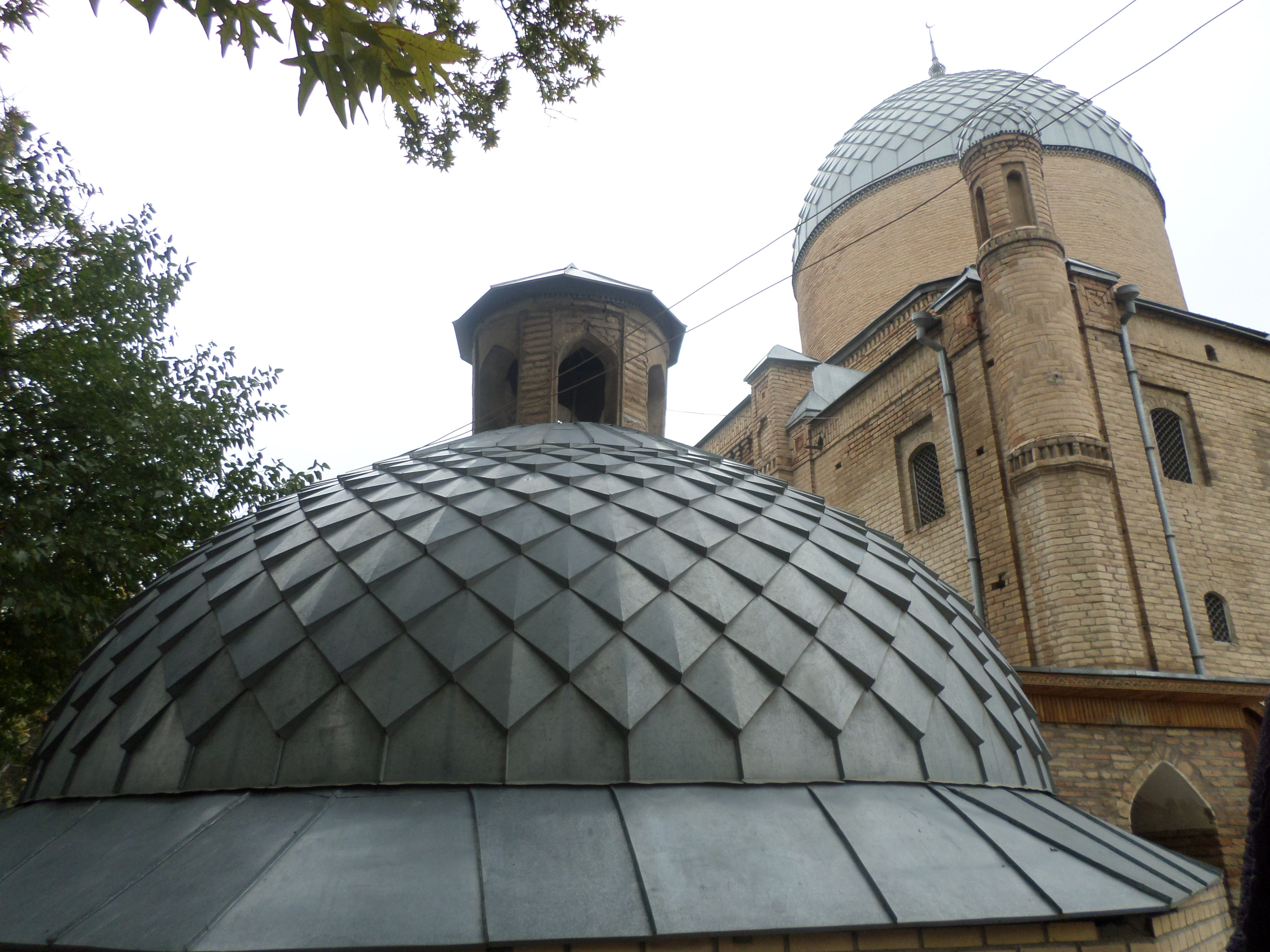